# Geografia da Bélgica
A Bélgica, um país localizado na Europa Ocidental, é conhecida por sua rica história, cultura diversificada e uma geografia única que abrange desde planícies costeiras até regiões montanhosas. O país tem uma área de 30 528 quilómetros quadrados, distribuídos por três regiões físicas principais: a planície costeira (localizada a noroeste), o planalto central e as elevações das Ardenas (situadas a sudeste). Esse país está situado entre os países da França, Alemanha, Luxemburgo e os Países Baixos. Sua localização estratégica no coração da Europa contribuiu para sua importância histórica e seu papel como centro político e econômico.

## Relevo

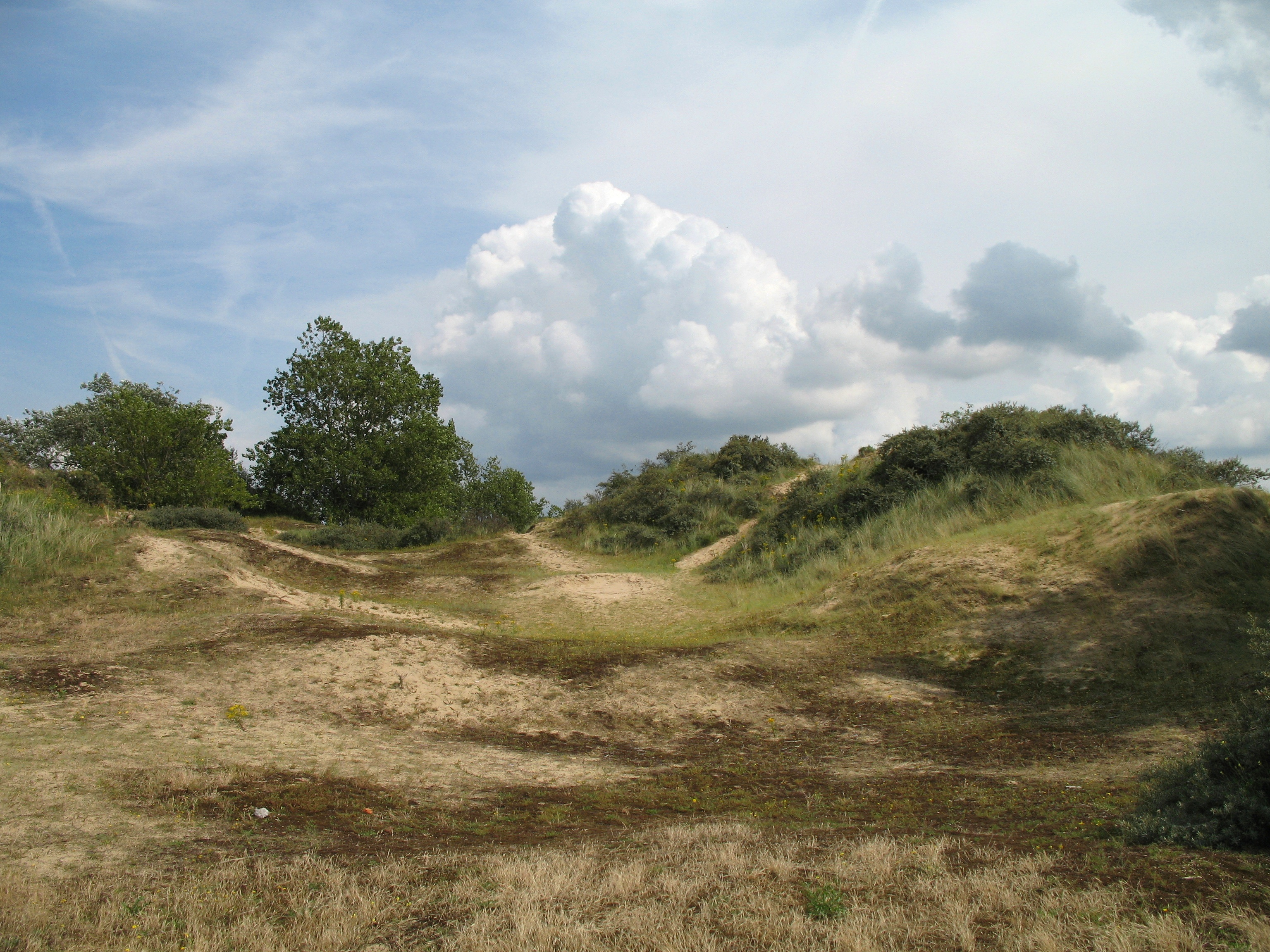
Koksijde (Province of West Flanders, Belgium): 'Hoge Blekker' dune

O relevo da Bélgica é caracterizado por sua diversidade. No norte, predominam planícies costeiras, enquanto o sul do país é marcado por colinas e montanhas. As Ardenas, uma cadeia montanhosa na região sul, oferecem paisagens deslumbrantes, com florestas exuberantes, vales profundos e rios sinuosos. Essa área é popular entre os entusiastas de esportes ao ar livre, como caminhadas e esqui.
A planície costeira consiste principalmente de dunas de areia e polders. Os polders são áreas de terra a uma altitude próxima de ou inferior ao nível do mar, e que foram ganhas ao mar, do qual estão protegidas por diques ou são, mais longe do litoral, campos drenados por meio de canais.
A segunda região física, o planalto central, fica mais no interior. É uma área pouco acidentada, cuja altitude sobe lentamente à medida que se afasta do litoral, com muitos vales férteis e irrigada por muitos cursos de água. Também se pode encontrar aqui algum terreno mais acidentado, incluindo grutas e pequenas gargantas.
A terceira região física, as Ardenas, é um pouco mais acidentada que as outras duas. Trata-se de um planalto densamente florestado, muito rochoso e não muito adequado para a agricultura, que se estende até ao nordeste da França. É aqui que a maior parte da vida selvagem da Bélgica pode ser encontrada. É nas Ardenas que se pode encontrar o ponto mais elevado da Bélgica: o Signal de Botrange, com apenas 694 metros de altitude. O ponto mais baixo do país é De Moeren, com 3 metros abaixo do nível médio do mar.

## Hidrografia
Os rios desempenham um papel crucial na geografia da Bélgica. O rio mais importante do país é o Scheldt, que flui do norte da França para o Mar do Norte, passando por cidades importantes como Antuérpia e Gante. Outros rios significativos incluem o Mosa e o Escalda, estes dois rios foram fundamentais para tornar prósperas cidades como Tournai, Gante, Antuérpia, Bruges, Liège e Namur. Além disso, a Bélgica é conhecida por seus canais navegáveis, que são vitais para o transporte e a indústria.
A Bélgica também é conhecida por sua extensa rede de canais, que desempenham um papel crucial na sua história, economia e transporte. Alguns dos canais mais importantes do país incluem: Canal de Bruxelas-Charleroi, Canal do Centro, Canal Albert, Canal Gent-Terneuzen, Canal de Willebroek. Estes são apenas alguns dos principais canais da Bélgica, mas o país possui uma extensa rede de vias navegáveis que desempenham um papel vital na sua economia e infraestrutura de transporte.

## Clima
O clima é fresco, temperado e chuvoso: as temperaturas médias de verão são de 25 °C e de inverno de 7 °C. Os extremos anuais (atingidos raramente) são de -12 °C e 32 °C. O clima da Bélgica é classificado como temperado marítimo, com verões suaves e invernos moderados. A influência do Oceano Atlântico resulta em precipitação ao longo do ano, tornando o país propenso a chuvas frequentes. As temperaturas variam de acordo com a estação, com médias em torno de 3°C no inverno e 18°C no verão.

## Vegetação
A vegetação da Bélgica reflete sua diversidade geográfica e climática. Nas planícies costeiras e regiões baixas, predominam campos agrícolas e pastagens. Nas áreas mais elevadas, como as Ardenas, as florestas são comuns, com uma variedade de árvores, incluindo carvalhos, faia e pinheiros. A Bélgica também é conhecida por seus jardins botânicos e parques bem cuidados, que exibem uma ampla gama de flora.